# Cubebol
Cubebol con fórmula química C15H26O es un natural sesquiterpeno alcohol identificado por primera vez en el aceite de Cubeb. También se encuentra en la albahaca. Fue patentado como un agente de enfriamiento en 2001 por Firmenich SA, una empresa internacional de saborizantes. El sabor de cubebol es refrescante. La patente describe la aplicación de cubebol como agente refrescante en diversos productos, que van desde la goma de mascar a sorbetes, bebidas, pasta de dientes, y gelatina base de confitería.